# 佐竹義長
佐竹 義長（さたけ よしなが）は、江戸時代前期から中期にかけての大名。出羽国岩崎藩初代藩主。佐竹壱岐守家初代当主。官位は従五位下・左近将監、壱岐守、兵部少輔。

## 生涯
明暦元年9月4日（1655年10月3日）、出羽久保田藩2代藩主・佐竹義隆の四男として誕生した。母は佐竹義章の娘・光聚院。
寛文8年（1668年）12月12日、江戸幕府4代将軍・徳川家綱に御目見する。寛文10年12月28日（1671年）、従五位下・左近将監に叙任する。元禄3年（1690年）、兄で久保田藩3代藩主の義処より2万石を分与された。
元禄14年（1701年）2月11日、幕府からも正式に支藩として公認され、秋田新田藩（後の岩崎藩）は成立した。義長は文学に不学で、仁愛の無い暗君と称されている。元文5年12月7日（1741年）、死去。享年86。跡を婿養子の義道が継いだ。
子孫は、義長の官位から壱岐守家とも称された。

## 系譜
子女は2男2女
父母
- 佐竹義隆（父）
- 光聚院、寿流姫 - 佐竹義章の娘（母）

正室、継室
- 相馬忠胤の娘（正室） - 後に離縁。
- 聖相院 - 松浦鎮信（重信）の養女、松浦信忠の娘（継室）

側室
- 白旗氏

子女
- 佐竹義峯（次男） 生母は聖相院
- 昆 - 明鏡院、佐竹義道正室、生母は白旗氏

養子
- 佐竹義道 - 佐竹義本の長男